# Karl Kort
Karl Kort (* 26. März 1860; † 23. Januar 1925 in Neustrelitz) war ein deutscher Tischlermeister und Politiker der SPD.

## Leben
Kort war Tischlermeister in Neustrelitz. Er war 1919 Abgeordneter der Verfassunggebenden Versammlung von Mecklenburg-Strelitz für die SPD. Er war verheiratet und hatte mindestens fünf Kinder. 